# العلاقات الإماراتية الجورجية
العلاقات الإماراتية الجورجية هي العلاقات الثنائية التي تجمع بين الإمارات العربية المتحدة وجورجيا.

## مقارنة بين البلدين
هذه مقارنة عامة ومرجعية للدولتين:
| وجه المقارنة                                              | الإمارات العربية المتحدة | جورجيا                          |
| --------------------------------------------------------- | ------------------------ | ------------------------------- |
| المساحة (كم2)                                             | 83.60 ألف                | 69.70 ألف                       |
| عدد السكان (نسمة)                                         | 9.40 مليون               | 3.72 مليون                      |
| الكثافة السكانية (ن./كم²)                                 | 112.44                   | 53.37                           |
| العاصمة                                                   | أبو ظبي                  | تبليسي، كوتايسي                 |
| اللغة الرسمية                                             | اللغة العربية            | اللغة الجورجية، اللغة الأبخازية |
| العملة                                                    | درهم إماراتي             | لاري جورجي                      |
| الناتج المحلي الإجمالي (بليون دولار)                      | 382.58 مليار             | 15.16 مليار                     |
| الناتج المحلي الإجمالي (تعادل القوة الشرائية) بليون دولار | 640.72 مليار             | 35.68 مليار                     |
| الناتج المحلي الإجمالي الاسمي للفرد دولار أمريكي          | 40.44 ألف                | 3.79 ألف                        |
| الناتج المحلي الإجمالي للفرد دولار أمريكي                 | 67.67 ألف                |                                 |
| مؤشر التنمية البشرية                                      | 0.835                    | 0.754                           |
| رمز المكالمات الدولي                                      | +971                     | +995                            |
| رمز الإنترنت                                              | .ae، .امارات             | .ge، .გე ‏                       |
| المنطقة الزمنية                                           | ت ع م+04:00              | ت ع م+04:00                     |

## منظمات دولية مشتركة
يشترك البلدان في عضوية مجموعة من المنظمات الدولية، منها:
| علم المنظمة | اسم المنظمة                   | تاريخ انضمام الإمارات العربية المتحدة | تاريخ انضمام جورجيا |
| ----------- | ----------------------------- | ------------------------------------- | ------------------- |
|             | يونسكو                        | 20 أبريل 1972                         | 7 أكتوبر 1992       |
|             | الفريق المعني برصد الأرض      | ?                                     | ?                   |
|             | مؤسسة التمويل الدولية         | 30 سبتمبر 1977                        | 29 يونيو 1995       |
|             | مؤسسة التنمية الدولية         | 23 ديسمبر 1981                        | 31 أغسطس 1993       |
|             | منظمة التجارة العالمية        | ?                                     | 14 يونيو 2000       |
|             | الاتحاد البريدي العالمي       | ?                                     | ?                   |
|             | الاتحاد الدولي للاتصالات      | 27 يونيو 1972                         | 7 يناير 1993        |
|             | الأمم المتحدة                 | 9 ديسمبر 1971                         | 31 يوليو 1992       |
|             | البنك الدولي للإنشاء والتعمير | 22 سبتمبر 1972                        | 7 أغسطس 1992        |
|             | المنظمة الهيدروغرافية الدولية | ?                                     | ?                   |

## وصلات خارجية
- موقع وزارة الخارجية الإماراتية
- موقع وزارة الخارجية الجورجية